# Frauental an der Laßnitz
Frauental an der Laßnitz é um município da Áustria, situado no distrito de Deutschlandsberg, no estado da Estíria. Tem 15,58 km² de área e sua população em 2019 foi estimada em 2.911 habitantes.